# Nipaecoccus delassusi
Nipaecoccus delassusi är en insektsart som först beskrevs av Alfred Serge Balachowsky 1926.  Nipaecoccus delassusi ingår i släktet Nipaecoccus och familjen ullsköldlöss. Inga underarter finns listade i Catalogue of Life.